# United States Army Training and Doctrine Command
Das United States Army Training and Doctrine Command (TRADOC, deutsch Heereskommando für Ausbildung und Einsatzschulung und -entwicklung) ist eines von drei Heereskommandos auf Armeeebene und ein Major Command der United States Army. Der Verband ist für die Ausbildung und die Entwicklung neuer Strategien der Gefechtsführung und deren Umsetzung innerhalb der militärischen Aus- und Weiterbildung und deren Standardisierung verantwortlich. Ferner ist TRADOC zuständig für die Bedarfsanalyse, Entwicklung, Beschaffung und Erprobung neuer Waffensysteme der US Army. Das Motto des Kommandos lautet Victory starts here (englisch für Der Sieg beginnt hier). Das Hauptquartier des TRADOC befindet sich in Fort Monroe im US-Bundesstaat Virginia.
Es ist ab 2019 geplant das United States Army Training and Doctrine Command zusammen mit dem United States Army Materiel Command (AMC), dem United States Army Forces Command (FORSCOM) und dem United States Army Test and Evaluation Command (ATEC) zu einem United States Army Futures Command (AFC) zu vereinen.

## Geschichte
Das Training and Doctrine Command der US Army wurde im Juli 1973 aufgestellt, um als federführende Institution den Anforderungen der persönlichen militärischen Ausbildung und der Fortentwicklung von Kampftechniken adäquat zu begegnen. Aufgestellt in der Nachkriegsphase des Vietnamkrieges und in einer Zeit der allgemeinen Demobilisierung, hatte das TRADOC die Aufgabe, die neu gewonnenen taktischen Erkenntnisse auszuwerten und in die Entwicklung neuer Kampfstrategien einfließen zu lassen. Ein weiterer Grund für die zentrale Bündelung aller Ausbildung und Strategieentwicklung innerhalb der US Army war der Sparzwang. Da die Ausbildung und Sicherstellung der Gefechtsbereitschaft einen hohen Kostenfaktor darstellte, sollte das TRADOC auch Synergieeffekte nutzen und die allgemeine waffentechnische und taktische Zukunftsplanung bündeln. In Ausführung dieser Aufgabe hat das TRADOC maßgeblichen Anteil an der Modernisierung, Doktrinneuentwicklung, Ausbildungsreform und Neuausrichtung der US Army und steht damit auch immer mehr im Brennpunkt von Kritik.

## Auftrag
TRADOC ist als höchste Kommandodienststelle sämtlicher Ausbildungseinrichtungen der US Army sowohl verantwortlich für den laufenden Ausbildungsbetrieb als auch für die Entwicklung neuer Trainingsstandards und -methoden. Damit ist es das zentrale Element für die Durchführung und Weiterentwicklung der Ausbildung der Landstreitkräfte der Vereinigten Staaten. Zudem ist es zuständig für die Entwicklung neuer Strategien der Gefechtsführung des Heeres.
Die offiziellen Ziele sind:
- Safety, Sicherheit.
- Support our Nation at War, Unterstützung der Nation im Krieg.
- Recruit Quality... Train Warriors, Qualität rekrutieren...Kämpfer ausbilden.
- Develop Adaptive, Innovative Leaders, anpassungsfähige, innovative Führungspersönlichkeiten herausbilden.
- Design the Army’s Modular Force, die modulare Streitkraft entwerfen und ausgestalten.
- Execute The TRADOC Campaign Plan, den Aktionsplan des TRADOC ausführen.

## Organisation

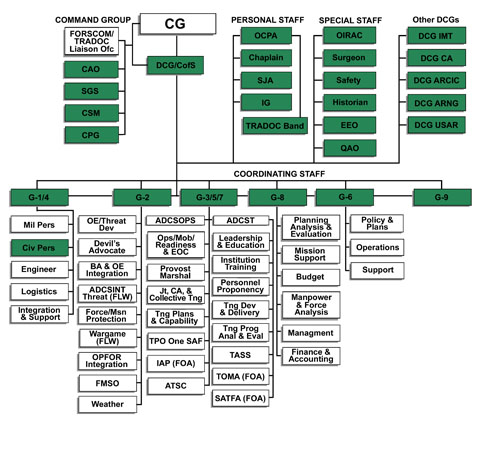
Organigramm des TRADOC

Das TRADOC überwacht den Betrieb von 33 Militärschulen und -zentren an 16 verschiedenen Ausbildungseinrichtungen und Instituten. Die Schulen bieten 1.753 einzelne Lehrgänge an und beschäftigen 9.141 Ausbilder. Zurzeit durchlaufen 328.918 Soldaten, 25.059 technisches Personal, 6.165 Soldaten ausländischer Streitkräfte und 27.816 Zivilangestellte die Ausbildungseinrichtungen.

### UnterstellteSub Major Commands
Sämtliche aufgelistete Einrichtungen werden von Kommandierenden Generälen geführt:
- US Army Accessions Command (USAAC) in Fort Monroe, Virginia, letztmals geführt von LTG Benjamin C. Freakley und 2011 deaktiviert.
- US Army Combined Arms Center (CAC) in Fort Leavenworth, Kansas, geführt von Lieutenant General Milford H. Beagle, Jr.[3]
  - US Army Center for Army Lessons Learned (CALL) in Fort Leavenworth.
  - US Army TRADOC Analysis Center (TRAC) in Fort Leavenworth, Kansas wird von einem Direktor geleitet, der gleichzeitig als Chefauswerter des Kommandierenden Generals des TRADOG fungiert.[4]
- Army National Guard (ARNG) in Fort Monroe. Büro des stellvertretenden Kommandierenden Generals der Nationalgarde.[5]
- Army Reserve Büro des stellvertretenden Kommandierenden Generals der Army Reserve.[6]
- US Army Combined Arms Support Command (CASCOM) in Fort Gregg-Adams, Virginia, geführt von Brigadier General Michelle K. Donahue.[7]

### Einrichtungen
- Aberdeen Proving Ground
- Carlisle Barracks
- Fort Belvoir
- Fort Bliss
- Fort Eisenhower
- Fort Eustis
- Fort Huachuca
- Fort Jackson
- Fort Knox
- Fort Leavenworth
- Fort Lee
- Fort Leonard Wood
- Fort Moore
- Fort Rucker
- Fort Sill
- Presidio of Monterey
- Redstone Arsenal

### Schulen, Akademien und Universitäten
- Air Assault School
- Air Defense Artillery School
- Airborne School
- Armor School
- Aviation School
- Basic Training
- Chemical School
- Combatives School
- Command and General Staff College
- Defense Language Institute
- Engineer School
- Field Artillery School
- Infantry School
- Intelligence Center
- Logistics Management College
- Officer Candidate School
- Prime Power School
- Quartermaster School
- Ranger School
- School of Advanced Military Studies
- Sergeants Major Academy
- Special Forces Qualification Course
- War College
- United States Military Academy (West Point)

## Führung und Liste der Kommandeure

### Command Group
Die Kommandogruppe (Command Group) des Stabes besteht aus dem Kommandierenden General David G. Perkins, seinem Stellvertreter und Stabschef Lieutenant General David D. Halverson, dem stellvertretenden Stabschef Major General Mark J. MacCarley sowie Command Sergeant Major Daniel A. Dailey.

### Kommandeursliste
→Quelle
| Nr.     | Name                        | Bild | Beginn der Berufung | Ende der Berufung  |
| ------- | --------------------------- | ---- | ------------------- | ------------------ |
| 18      | GEN Gary M. Brito           |      | 8. September 2022   | amtierend          |
| 17      | GEN Paul E. Funk II         |      | 21. Juni 2019       | 8. September 2022  |
| 16      | GEN Stephen J. Townsend     |      | 2. März 2018        | 21. Juni 2019      |
| 15      | GEN David G. Perkins        |      | 14. März 2014       | 2. März 2018       |
| 14      | GEN Robert W. Cone          |      | 29. April 2011      | 14. März 2014      |
| 13      | GEN Martin E. Dempsey       |      | 8. Dezember 2008    | 29. April 2011     |
| 12      | GEN William S. Wallace      |      | 30. September 2005  | 8. Dezember 2008   |
| Interim | LTG Anthony R. Jones        |      | 1. August 2005      | 30. September 2005 |
| 11      | GEN Kevin P. Byrnes         |      | 7. November 2002    | 31. Juli 2005      |
| 10      | GEN John N. Abrams          |      | 14. September 1998  | 6. November 2002   |
| 9       | GEN William W. Hartzog      |      | 27. Oktober 1994    | 13. September 1998 |
| 8       | GEN Frederick M. Franks Jr. |      | 23. August 1991     | 26. Oktober 1994   |
| 7       | GEN John W. Foss            |      | 2. August 1989      | 22. August 1991    |
| 6       | GEN Maxwell R. Thurman      |      | 29. Juni 1987       | 1. August 1989     |
| 5       | GEN Carl E. Vuono           |      | 30. Juni 1986       | 11. Juni 1987      |
| 4       | GEN William R. Richardson   |      | 11. März 1983       | 29. Juni 1986      |
| 3       | GEN Glenn K. Otis           |      | 1. August 1981      | 10. März 1983      |
| 2       | GEN Donn A. Starry          |      | 1. Juli 1977        | 31. Juli 1981      |
| 1       | GEN William E. DePuy        |      | 1. Juli 1973        | 30. Juni 1977      |

## Verweise